# Украинская рота интербригад имени Тараса Шевченко
Украинская рота интербригад имени Тараса Шевченко (исп. Compañía interbrigadista ucraniana Taras Shevchenko, укр. Українська рота інтербригад імені Тараса Шевченка) — западноукраинское воинское формирование, участвовавшее в Гражданской войне в Испании на стороне республиканцев. Было сформировано из украинцев-жителей Польши, состоявших в Коммунистической партии Западной Украины.
Входила как 4-я рота в состав батальона имени Хосе Палафокса (батальон насчитывал 5 рот — 2 польские, 1 испанскую, 1 еврейскую и украинскую) XIII польской интербригады имени Ярослава Домбровского.

## Предыстория
В публичном пространстве Западной Украины Гражданская война в Испании оказалась в центре внимания в августе 1936. Естественно, повышенный интерес к конфликту проявила Коммунистическая партии Западной Украины. Ранее в мае 1936 прогрессивная интеллигенция края осудила фашизм и выразила всестороннюю поддержку Республиканской Испании на Львовском антифашистском конгрессе.
Осенью под похожими лозунгами проходят митинги во Львове, Луцке, Стрые, Станиславе, Рогатине, Раве-Русской и Тернополе. В это время на волне подъема львовский писатель Степан Тудор пишет песню-марш «Пассионария».
20 сентября 1936 года во Львове прошел митинг тысячи рабочих-строителей, которые заявили о солидарности с испанским народом. А потом, 3 октября 1936 состоялся вечер рабочей поэзии, где была представлена одноактная пьеса «Революция в Испании».
Большой успех имели акции по сбору средств в поддержку Мадридского правительства: только в течение сентября — декабре 1936 года в Галиции было собрано 45 тыс. злотых. Но главную помощь Испанской Республике оказали украинские воины-интернационалисты.

## Первые украинцы в Испании
Первые члены Компартии Западной Украины прибыли в августе 1936 года в Испанию после начала войны. 37 уроженцев Западной Украины, трудившиеся на шахтах Бельгии и Франции, прибыли оказывать помощь испанским товарищам: вслед за ними ещё 180 добровольцев родом с Галиции и Волыни перешли через перевал Яворник на польско-чехословацкой границе и добрались до Испании. Численность уроженцев Западной Украины выросла до тысячи человек, но как таковых, военных подразделений из украинцев не было. Многие интербригадисты прибывали из-за океана: так лишь в из Канады приехали 498 добровольцев восточноевропейского происхождения, среди которых подавляющее большинство составляли украинцы и поляки.

## История роты

### Появление
8 июля 1937 руководство Компартии Западной Украины сформировало роту интербригад имени Тараса Шевченко, которая вошла в состав 13-й интербригады имени Ярослава Домбровского. По словам современников, в роту (да и во всю бригаду) набирались те люди, которые были преисполнены героизма и готовности к самопожертвованию. Роту называли своеобразным памятником великому украинскому «поэту-революционеру», о солдатах роты писалось в газете «Дамбровчик». Первым её командиром стал белорус Станислав Томашевич, а заместителем командира роты стал Павел Иванович, эмигрант из Франции.

### Боевой путь

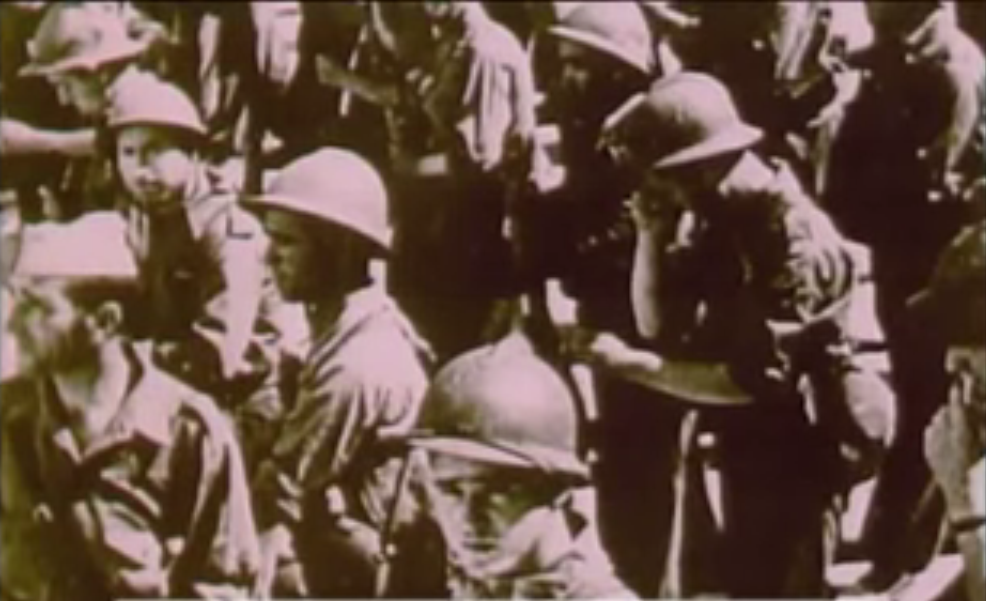
Рота им. Тараса Шевченко на марше.

Рота, в которую входили не только украинцы, белорусы и поляки, но также русские и испанцы, прославилась своим боевым путём. В испанских сёлах и городах неоднократно звучали песни на украинском, которые исполняли солдаты роты. Часто во время тяжёлых переходов рота своими песнями подбадривала всю бригаду. Позднее её союзниками стали другие батальоны и роты интербригад, в числе которых были и некогда служившие под руководством Нестора Махно.
Боевое крещение состоялось в битве при Брунете к западу от Мадрида: марокканская конница была наголову разгромлена украинцами и поляками, а были также захвачены позиции фашистов под Вилья-Франко-дель-Кастиль и Романильосом. В тех жестоких боях рота потеряла половину личного состава.
На Арагонском фронте 25 августа 1937 украинцы прорвали оборону итальянцев, ворвавшись в тыл и продвинувшись за день на 10 км. В затяжных боях на выжженной солнцем местности бойцы роты сражались с силами противника, превосходившими их по численности и качеству вооружения, часто у солдат роты заканчивались боеприпасы. Мужество и героизм проявляли комиссар роты Назар Демьянчук (уроженец Волыни, живший в Канаде), рядовые бойцы Василий Лозовый, Иосиф Коновалюк, Валентин Павлусевич, Иосип Петраш. Некоторые узники польских тюрем (Дмитрий Захарук и Симон Краевский, уроженцы Ивано-Франковской области, узники тюрьмы в Дубно на Волыни) бежали из мест заключения и добрались до Испании, чтобы оказать помощь своим товарищам.
Боевые заслуги роты были отмечены приказами командования бригады и Генерального комиссариата интебригад. В конце 1937 года начала издаваться газета на украинском языке «Борьба» (укр. Боротьба), в которой публиковались стихотворения и рассказы Тараса Шевченко, а также статьи о боевом пути рты. Для новобранцев в Альбасете издавалась газета «Вести с Западной Украины» (укр. Вісті із Західної України), эпиграф к которой — строки из «Завета» — фактически являлся девизом роты.

### Последние дни роты

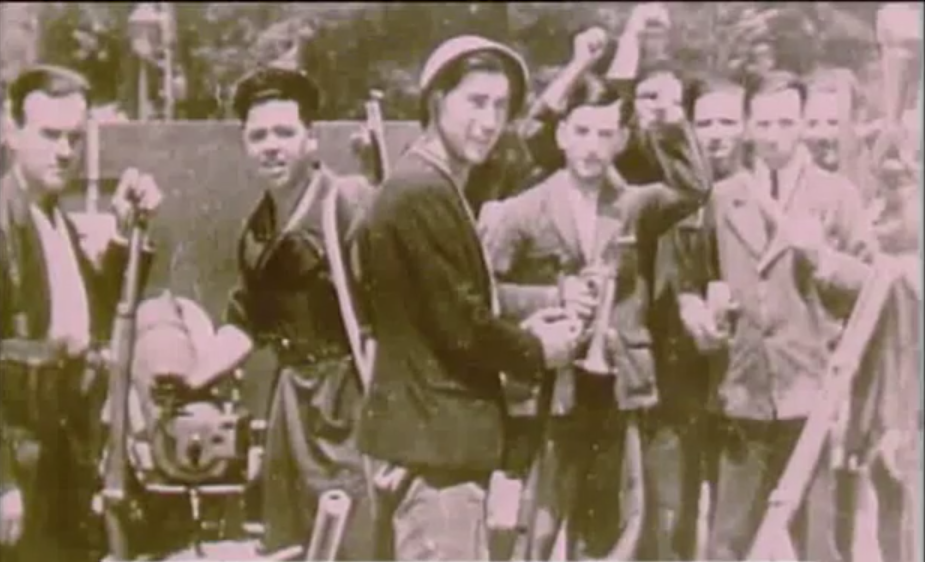
Украинцы-интербригадисты.

В декабре 1937 — феврале 1938 года рота вела бои за горную гряду Сьерра-Кемадо в условиях жуткой метели: на высоте 2 тысяч метров они отбивали атаки в ходе боёв за Теруэль. Им удалось захватить большое количество оружия фалангистов: винтовки, орудия, несколько вооружённых грузовиков. Братья Поликарп и Симон Краевские в одиночку расправились с пулемётчиками, уничтожив два расчёта и захватив их позиции. В тех боях погибли командир роты Томашевич, политрук Демьянчук, сержант Серадзский и Поликарп Краевский. В марте 1938 года рота попала в окружение на Андалузийском фронте и четыре раза ей удавалось прорвать кольцо, несмотря на нескончаемые атаки фашистов на высотах близ Каспе. В тех боях пали и командир Станислав Воропай (Воропаев), и политрук Симон Краевский. 23 марта её бойцы нанесли мощный удар по фалангистам в Лериде (отличились бойцы Мизюрко и Леончук).
В июле—сентябре 1938 рота участвовала в ожесточенных боях на Каталонском (Арагонском) фронте, отразив за 2 сентября семь атак фашистов. В боях пали командиры Ян Гашек и Иван Грицюк, солдаты Михаил Литвин и Павел Иванович. Вскоре в боях были убиты редактор газеты Шистер и Юрий Великанович, который после гибели Шистера занял его должность (Великанович был убит 4 сентября 1938).
28 октября 1938 в Барселоне состоялся прощальный марш интернациональных бригад. Испанцы и каталонцы одарили покидающих Испанию украинских добровольцев цветами, прославляя своих героев. Бригада прославилась как одна из самых боеспособных: она всегда придерживалась правила «Ищи врага», проводила частые вылазки и контратаки, умело боролась с танками.

## Память

Памятник Юрию Великановичу во Львове (вандализирован в 2017 году).

В СССР воинов-интернационалистов признали героями, честно исполнившими свой интернациональный долг. В 1982 году Юрию Великановичу как руководителю роты поставили памятник во Львове, автором памятника была Теодозия Брыж. После провозглашения независимости Украины памятник был вандализирован (ему отпилили голову, предположительно, украинские националисты), но затем его отреставрировали. В декабре 2017 года памятник был сброшен с пьедестала.
Военная история роты легла в основу художественного романа львовского писателя Юрия Покальчука «И сейчас, и всегда» (1981). По его сценарию режиссер Виктор Колодний снял документальный фильм «Рота им. Тараса Шевченко» (Укртелефильм, 1989), где запечатлены интервью ветеранов формирования. Перу писателя Олега Покальчука принадлежит поэма «Баллада о сотне имени Тараса Шевченко».

## Известные военнослужащие

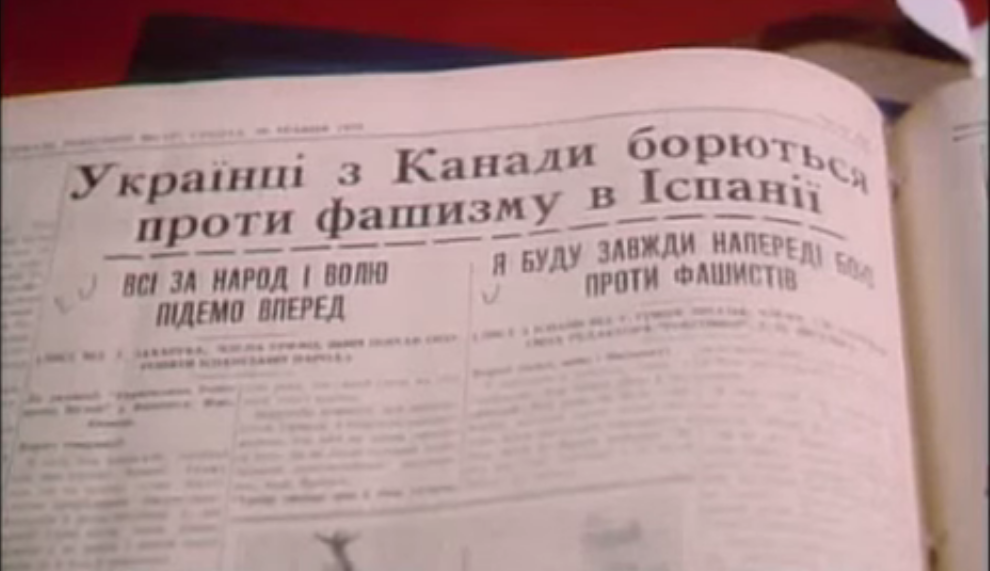
Статья в канадской газете, посвященная украинцам из Канады, борющимся против фашизма в Испании.

### Командиры
- Николай Дворников («Станислав Томашевич»)
- Михаил Литвин
- Александр Мельниченко
- Станислав Воропай (Николаев)
- Иван Грицюк
- Павел Иванович (заместитель командира)

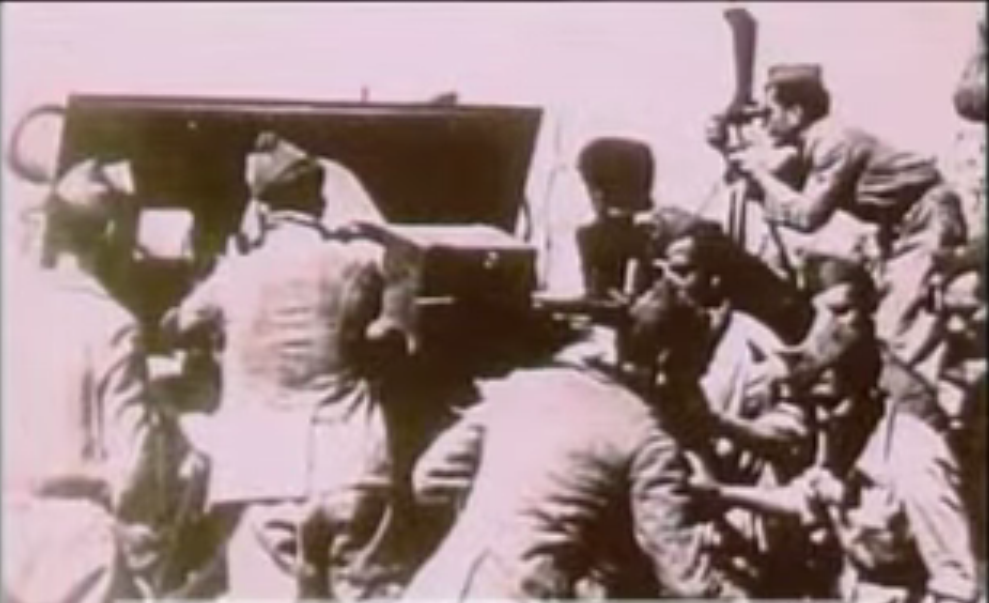
Шевченковцы на боевых позициях.

### Политруки
- Назар Демьянчук («Сержант Сирадз»)
- Поликарп Краевский
- Симон Краевский

### Рядовые бойцы
- Василий Лозовый
- Иосиф Коновалюк
- Валентин Павлусевич
- Иосип Петраш
- Дмитрий Захарук
- Юрий Великанович
- Шистер
- «Янь»